# Acragas hieroglyphicus
Acragas hieroglyphicus är en spindelart som först beskrevs av George William Peckham och Elizabeth Maria Gifford Peckham 1896.  Acragas hieroglyphicus ingår i släktet Acragas och familjen hoppspindlar. Inga underarter finns listade i Catalogue of Life.